# Bästen
Bästen är en sjö i Gagnefs kommun i Dalarna och ingår i Dalälvens huvudavrinningsområde. Sjön har en area på 0,528 kvadratkilometer och ligger 285,3 meter över havet. Sjön avvattnas av vattendraget Lortån.

## Delavrinningsområde
Bästen ingår i det delavrinningsområde (670689-146273) som SMHI kallar för Utloppet av Bästen. Medelhöjden är 336 meter över havet och ytan är 9,16 kvadratkilometer. Det finns inga avrinningsområden uppströms utan avrinningsområdet är högsta punkten. Lortån som avvattnar avrinningsområdet har biflödesordning 4, vilket innebär att vattnet flödar genom totalt 4 vattendrag innan det når havet efter 234 kilometer. Avrinningsområdet består mestadels av skog (86 procent). Avrinningsområdet har 0,53 kvadratkilometer vattenytor vilket ger det en sjöprocent på 5,8 procent.